# Aurore de Vitré
L'Aurore de Vitré est un club omnisports français basé dans la ville de Vitré. Il comporte huit sections : basket-ball, rugby, gymnastique, athlétisme, tir, pétanque, tennis de table et cinéma. La section masculine de basket-ball évolue actuellement en Nationale 1 (3e échelon national du championnat français). 

## Historique
L'Aurore de Vitré est créé le 3 décembre 1908, par l'abbé Anger, curé de la paroisse Saint-Martin de Vitré. L'abbé Anger transforme le patronage de la paroisse, qui était exclusivement masculin, en association sportive, afin de concurrencer les deux clubs laïcs de la ville ; la Vitréenne et l'Union, fondé en 1891 et 1903.

## Sections sportives et culturelles

### Section rugby
La section rugby est créée en 1999. Elle comporte plus de 180 licenciés. Son plus haut niveau atteint est la Fédérale 3 lors de la saison 2007-2008. Le club évolue de nouveau en Fédérale 3 pour la saison 2022-2023.

#### Palmarès
Huit titres de champion de Bretagne (de la 3e série à l'Honneur) dont le titre de champion de Bretagne de 1re série 2019 et d'Honneur 2022.

### Section gymnastique
Sa présidente est Brigitte Lecaillier. Elle produit un gala tous les deux ans.

### Section athlétisme
La section athlétisme du club, créée en 1972, est depuis 2011 une section du club Haute Bretagne Athlétisme. Son président est Thierry Fesnoux.

### Section tennis de table
L'équipe première de l'Aurore de Vitré évolue en Nationale 3 pour la saison 2021-2022.

### Section cinéma
Le club de l'Aurore de Vitré possède son cinéma. Il est l'unique cinéma de la ville de Vitré, depuis la fermeture du Palace. Depuis le 7 juillet 2007, le cinéma comporte trois salles de 289, 140 et 86 places. Pour la saison 2014-2015, le cinéma a enregistré 117 037 entrées.

## Équipements sportifs

### Le complexe sportif de la Poultière
Le club de l'Aurore de Vitré est propriétaire du complexe sportif de la Poultière. Il est composé d'une salle de gymnastique, d'une salle de basket de 1500 places et d'une salle annexe, d'un stand de tir, d'un terrain de pétanque et du cinéma dotée de trois salles de projection.

#### La salle de basket
La salle de basket et sa salle annexe, est un ensemble de 2 bâtiments juxtaposés. La salle annexe est le premier bâtiment construit du complexe, elle est aussi la première salle de sports construite à Vitré. Elle a été construite en 1960, puis rénovée deux fois en 1980, puis en 2005. La salle principale qui accueille les matchs de Nationale 1, a été construite en 1977 puis agrandie en 1997 pour accueillir des gradins pour les spectateurs, sa capacité est ainsi portée à 1000 places.
En 2015, le club de l'Aurore investit 2,2 millions d'euros avec l'aide financière de la ville pour rénover les salles. Les travaux correspondent à la rénovation des toitures, à la rénovation des vestiaires et à l'extension des tribunes avec une démolition du bâtiment du foyer située au sud de la salle, qui permet de porter la capacité de la salle à 1500 places. Les travaux dureront 2 ans.